# متطلبات الحصول على تأشيرة لمواطني تركيا

جواز سفر تركي

متطلبات التأشيرة للمواطنين الأتراك، هي التزامات دخول إدارية من قبل سلطات الدول الأخرى مفروضة على مواطني تركيا. اعتباراً من 13 أبريل 2023، حصل المواطنون الأتراك على تأشيرة دخول أو تأشيرة عند الوصول إلى 111 دولة ومنطقة، مما جعل جواز السفر التركي يحتل المرتبة 51 من حيث حرية السفر وفقاً لمؤشر هينلي لجوازات السفر.
تشير الجداول إلى متطلبات التأشيرة لحاملي جوازات السفر العادية لأغراض السياحة وأغراض الزيارة الأخرى ولكنها لا تعني الدخول للعمل أو الصحافة وما إلى ذلك. تطلب معظم البلدان الواردة أدناه والتي تم تصنيفها على أنها "لا تتطلب تأشيرة" تذكرة عودة صالحة ووثائق لترتيبات الإقامة المؤكدة ودليل على وجود أموال كافية لدعم الذات.

## خريطة متطلبات التأشيرة

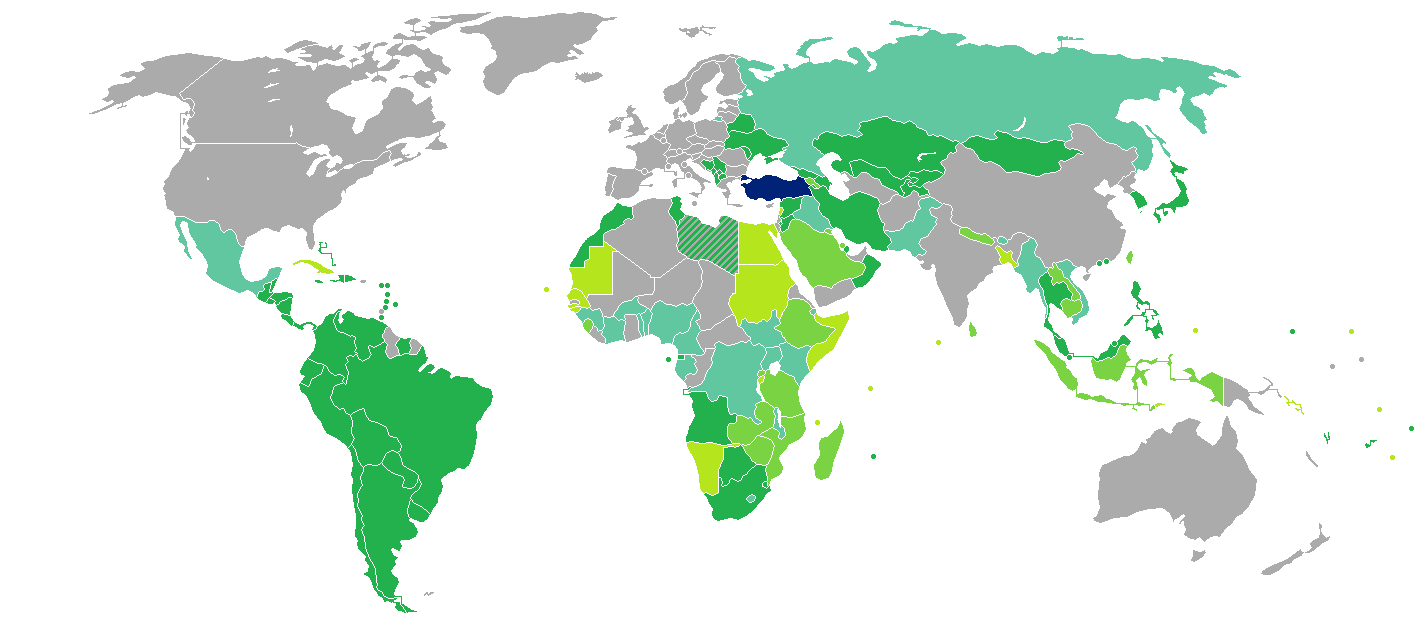
متطلبات التأشيرة لحاملي جوازات السفر التركية العادية:
تركيا
بدون تأشيرة
تأشيرة عند الوصول
تأشيرة إلكترونية
تأشيرة عند الوصول أو عبر الإنترنت
تأشيرة مطلوبة قبل السفر

## متطلبات التأشيرة
| البلد                       | متطلبات التأشيرة                     | مدة الإقامة   | ملاحظات (باستثناء رسوم المغادرة) |
| --------------------------- | ------------------------------------ | ------------- | --- |
| أفغانستان                   | التأشيرة مطلوبة                      |               | |
| ألبانيا                     | التأشيرة غير مطلوبة                  | 90 يوماً       | |
| الجزائر                     | التأشيرة مطلوبة                      |               | |
| أندورا                      | التأشيرة مطلوبة                      | 90 يوماً       | - Because this landlocked country has no airport of its own, you need to arrive in France or Spain first and visas are required to enter into these countries. |
| أنغولا                      | التأشيرة مطلوبة                      |               | |
| أنتيغوا وباربودا            | التأشيرة غير مطلوبة                  | 180 يوماً      | |
| الأرجنتين                   | التأشيرة غير مطلوبة                  | 90 يوماً       | |
| أرمينيا                     | تأشيرة إلكترونية / تأشيرة عند الوصول | 120 يوماً      | |
| أستراليا                    | التأشيرة مطلوبة                      |               | - May apply online (Online Visitor e600 visa). |
| النمسا                      | التأشيرة مطلوبة                      |               | |
| أذربيجان                    | التأشيرة غير مطلوبة                  | 90 يوماً       | - ID card valid - If staying more than 15 يوماً, visitors staying outside hotels must register with local police. |
| باهاماس                     | التأشيرة غير مطلوبة                  | 8 شهور        | |
| البحرين                     | تأشيرة إلكترونية / تأشيرة عند الوصول | 14 يوماً       | - May apply for تأشيرة إلكترونية. |
| بنغلاديش                    | تأشيرة عند الوصول                    | 30 يوماً       | |
| باربادوس                    | التأشيرة غير مطلوبة                  | 6 شهور        | |
| بيلاروسيا                   | التأشيرة غير مطلوبة                  | 30 يوماً       | |
| بلجيكا                      | التأشيرة مطلوبة                      |               | |
| بليز                        | التأشيرة غير مطلوبة                  | 90 يوماً       | |
| بنين                        | تأشيرة إلكترونية                     | 30 يوماً       | - Must have an international vaccination certificate. |
| بوتان                       | التأشيرة مطلوبة                      |               | |
| بوليفيا                     | التأشيرة غير مطلوبة                  | 90 يوماً       | |
| البوسنة والهرسك             | التأشيرة غير مطلوبة                  | 90 يوماً       | - 90 يوماً within any 6-month period - ID card valid |
| بوتسوانا                    | التأشيرة غير مطلوبة                  | 90 يوماً       | |
| البرازيل                    | التأشيرة غير مطلوبة                  | 90 يوماً       | |
| بروناي                      | التأشيرة غير مطلوبة                  | 30 يوماً       | |
| بلغاريا                     | التأشيرة مطلوبة                      |               | - التأشيرة غير مطلوبة if holding a valid visa for Croatia, Cyprus, Romania or a Schengen Member State. |
| بوركينا فاسو                | التأشيرة مطلوبة                      |               | |
| بوروندي                     | تأشيرة عند الوصول                    | شهر واحد      | |
| كمبوديا                     | تأشيرة إلكترونية / تأشيرة عند الوصول | 30 يوماً       | - Visa is also obtainable online. |
| الكاميرون                   | التأشيرة مطلوبة                      |               | |
| كندا                        | التأشيرة مطلوبة                      |               | |
| الرأس الأخضر                | تأشيرة عند الوصول                    |               | |
| جمهورية إفريقيا الوسطى      | التأشيرة مطلوبة                      |               | |
| تشاد                        | التأشيرة مطلوبة                      |               | |
| تشيلي                       | التأشيرة غير مطلوبة                  | 90 يوماً       | |
| China                       | التأشيرة مطلوبة                      |               | |
| كولومبيا                    | التأشيرة غير مطلوبة                  | 180 يوماً      | - 90 يوماً - extendable up to 180-day stay within a one-year period |
| جزر القمر                   | تأشيرة عند الوصول                    | 45 يوماً       | |
| جمهورية الكونغو             | التأشيرة مطلوبة                      |               | |
| جمهورية الكونغو الديمقراطية | تأشيرة إلكترونية                     | 7 يوماً        | |
| كوستاريكا                   | التأشيرة غير مطلوبة                  | 90 يوماً       | |
| ساحل العاج                  | تأشيرة إلكترونية                     | 3 شهور        | - تأشيرة إلكترونية holders must arrive via مطار أبيدجان الدولي. |
| كرواتيا                     | التأشيرة مطلوبة                      |               | - التأشيرة غير مطلوبة if holding a valid visa for Bulgaria, Cyprus, Romania or a Schengen Member State. |
| كوبا                        | البطاقة السياحية مطلوبة              | 90 يوماً       | - Can be extended up to 90 يوماً with a fee. |
| قبرص                        | التأشيرة مطلوبة                      |               | |
| التشيك                      | التأشيرة مطلوبة                      |               | |
| الدنمارك                    | التأشيرة مطلوبة                      |               | |
| جيبوتي                      | تأشيرة إلكترونية                     | 31 يوماً       | |
| دومينيكا                    | التأشيرة غير مطلوبة                  | 21 يوماً       | |
| جمهورية الدومينيكان         | التأشيرة غير مطلوبة                  | 90 يوماً       | |
| الإكوادور                   | التأشيرة غير مطلوبة                  | 90 يوماً       | |
| مصر                         | تأشيرة عند الوصول                    |               | - التأشيرة غير مطلوبة when travelling as part of the tourist group that consists of at least 10 persons. - مصر starts issuing تأشيرة عند الوصول to Turkish Citizens. |
| السلفادور                   | التأشيرة غير مطلوبة                  | 3 شهور        | |
| غينيا الاستوائية            | التأشيرة غير مطلوبة                  | 90 يوماً       | |
| إريتريا                     | التأشيرة مطلوبة                      |               | |
| إستونيا                     | التأشيرة مطلوبة                      |               | |
| إسواتيني                    | التأشيرة غير مطلوبة                  | 30 يوماً       | |
| إثيوبيا                     | تأشيرة إلكترونية                     | up to 90 يوماً | - تأشيرة إلكترونية holders must arrive via مطار أديس أبابا بولي الدولي |
| فيجي                        | التأشيرة غير مطلوبة                  | 4 شهور        | |
| فنلندا                      | التأشيرة مطلوبة                      |               | |
| فرنسا                       | التأشيرة مطلوبة                      |               | |
| الغابون                     | تأشيرة إلكترونية                     | 90 يوماً       | - تأشيرة إلكترونية holders must arrive via مطار ليون مبا الدولي. |
| غامبيا                      | التأشيرة مطلوبة                      |               | |
| جورجيا                      | التأشيرة غير مطلوبة                  | 360 يوماً      | - ID card valid |
| ألمانيا                     | التأشيرة مطلوبة                      |               | |
| غانا                        | التأشيرة مطلوبة                      |               | |
| اليونان                     | التأشيرة مطلوبة                      |               | |
| غرينادا                     | التأشيرة مطلوبة                      |               | |
| غواتيمالا                   | التأشيرة غير مطلوبة                  | 90 يوماً       | |
| غينيا                       | تأشيرة إلكترونية                     | 90 يوماً       | |
| غينيا بيساو                 | التأشيرة مطلوبة                      |               | |
| غويانا                      | التأشيرة مطلوبة                      |               | |
| هايتي                       | التأشيرة غير مطلوبة                  | 90 يوماً       | |
| هندوراس                     | التأشيرة غير مطلوبة                  | 3 شهور        | |
| المجر                       | التأشيرة مطلوبة                      |               | |
| آيسلندا                     | التأشيرة مطلوبة                      |               | |
| الهند                       | التأشيرة مطلوبة                      |               | |
| إندونيسيا                   | e-VOA / تأشيرة عند الوصول            | 30 يوماً       | |
| إيران                       | التأشيرة غير مطلوبة                  | 3 شهور        | |
| العراق                      | تأشيرة إلكترونية                     |               | - التأشيرة غير مطلوبة for 15 يوماً if arriving through مطار أربيل الدولي or مطار السليمانية الدولي. |
| جمهورية أيرلندا             | التأشيرة مطلوبة                      |               | - May transit without a visa. - National visa may be substituted with a UK C visa holders. Entry permitted only if first point of entry to the Common Travel Area is in the UK. |
| إسرائيل                     | التأشيرة مطلوبة                      |               | - Visa may be issued free of charge at Israeli diplomatic missions in Turkey. |
| إيطاليا                     | التأشيرة مطلوبة                      |               | |
| جامايكا                     | التأشيرة غير مطلوبة                  | 90 يوماً       | |
| اليابان                     | التأشيرة غير مطلوبة                  | 90 يوماً       | |
| الأردن                      | التأشيرة غير مطلوبة                  | 3 شهور        | |
| كازاخستان                   | التأشيرة غير مطلوبة                  | 30 يوماً       | |
| كينيا                       | تأشيرة إلكترونية                     | 3 شهور        | |
| كيريباتي                    | التأشيرة مطلوبة                      |               | |
| كوريا الشمالية              | التأشيرة مطلوبة                      |               | |
| كوريا الجنوبية              | تصريح السفر الإلكتروني ‏              | 90 يوماً       | - The validity period of a K-ETA is 2 years from the date of approval. |
| الكويت                      | تأشيرة إلكترونية / تأشيرة عند الوصول | 3 شهور        | |
| قرغيزستان                   | التأشيرة غير مطلوبة                  | 30 يوماً       | |
| لاوس                        | تأشيرة إلكترونية / تأشيرة عند الوصول | 30 يوماً       | |
| لاتفيا                      | التأشيرة مطلوبة                      |               | |
| لبنان                       | Free تأشيرة عند الوصول               | 1 شهور        | - Extendable for 1 additional month - Granted free of charge at مطار بيروت رفيق الحريري الدولي or any other port of entry if there is no Israeli visa or seal, holding a telephone number, an address in Lebanon and a non refundable return or circle trip ticket. |
| ليسوتو                      | تأشيرة إلكترونية                     |               | |
| ليبيريا                     | التأشيرة مطلوبة                      |               | |
| ليبيا                       | التأشيرة مطلوبة                      |               | - An authorization by the airport passport control is required when arriving without a visa. |
| ليختنشتاين                  | التأشيرة مطلوبة                      |               | |
| ليتوانيا                    | التأشيرة مطلوبة                      |               | |
| لوكسمبورغ                   | التأشيرة مطلوبة                      |               | |
| مدغشقر                      | تأشيرة إلكترونية / تأشيرة عند الوصول | 90 يوماً       | |
| مالاوي                      | تأشيرة إلكترونية                     | 90 يوماً       | |
| ماليزيا                     | التأشيرة غير مطلوبة                  | 3 شهور        | |
| جزر المالديف                | Free تأشيرة عند الوصول               | 30 يوماً       | |
| مالي                        | التأشيرة مطلوبة                      |               | |
| مالطا                       | التأشيرة مطلوبة                      |               | |
| جزر مارشال                  | تأشيرة عند الوصول                    | 90 يوماً       | |
| موريتانيا                   | تأشيرة عند الوصول                    |               | - Available at مطار نواكشوط الدولي. |
| موريشيوس                    | التأشيرة غير مطلوبة                  | 90 يوماً       | |
| المكسيك                     | Electronic Authorization System      | 180 يوماً      | - 180 يوماً visa free if holding a valid visa for Canada, Japan, USA, United Kingdom or a Schengen Member State. |
| Micronesia                  | التأشيرة غير مطلوبة                  | 30 يوماً       | |
| مولدوفا                     | التأشيرة غير مطلوبة                  | 90 يوماً       | - 90 يوماً within any 180 day period - ID card valid |
| موناكو                      | التأشيرة مطلوبة                      |               | |
| منغوليا                     | التأشيرة غير مطلوبة                  | 30 يوماً       | |
| الجبل الأسود                | التأشيرة غير مطلوبة                  | 90 يوماً       | |
| المغرب                      | التأشيرة غير مطلوبة                  | 3 شهور        | |
| موزمبيق                     | تأشيرة إلكترونية / تأشيرة عند الوصول | 30 يوماً       | |
| ميانمار                     | تأشيرة إلكترونية                     | 28 يوماً       | - تأشيرة إلكترونية holders must arrive via Yangon، Nay Pyi Taw or Mandalay airports or via land border crossings with تايلاند — Tachileik، مياوادي and Kawthaung or الهند — Rih Khaw Dar and Tamu. - تأشيرة إلكترونية is available for tourism only. |
| ناميبيا                     | تأشيرة عند الوصول                    |               | |
| ناورو                       | التأشيرة مطلوبة                      |               | |
| نيبال                       | تأشيرة عند الوصول                    | 90 يوماً       | |
| هولندا                      | التأشيرة مطلوبة                      |               | |
| نيوزيلندا                   | التأشيرة مطلوبة                      |               | - Holders of an Australian Permanent Resident Visa or Resident Return Visa may be granted a New Zealand Resident تأشيرة عند الوصول permitting indefinite stay (pursuant to the Trans-Tasman Travel Arrangement), subject to meeting character requirements and obtaining an Electronic Travel Authority prior to departure.                                                                          |
| نيكاراجوا                   | التأشيرة غير مطلوبة                  | 90 يوماً       | |
| النيجر                      | التأشيرة مطلوبة                      |               | |
| نيجيريا                     | تأشيرة إلكترونية                     | 90 يوماً       | |
| مقدونيا الشمالية            | التأشيرة غير مطلوبة                  | 60 يوماً       | |
| النرويج                     | التأشيرة مطلوبة                      |               | |
| سلطنة عمان                  | التأشيرة غير مطلوبة                  | 14 يوماً       | |
| باكستان                     | ETA / تأشيرة إلكترونية               |               | - تصريح السفر الإلكتروني to obtain a تأشيرة عند الوصول for tourism purposes. - تصريح السفر الإلكتروني to obtain a تأشيرة عند الوصول for business purposes. - تأشيرة على الإنترنت eligible. |
| بالاو                       | تأشيرة عند الوصول                    | 30 يوماً       | |
| بنما                        | التأشيرة غير مطلوبة                  | 180 يوماً      | |
| بابوا غينيا الجديدة         | التأشيرة مطلوبة                      |               | |
| باراغواي                    | التأشيرة غير مطلوبة                  | 90 يوماً       | |
| بيرو                        | التأشيرة غير مطلوبة                  | 183 يوماً      | |
| الفلبين                     | التأشيرة غير مطلوبة                  | 30 يوماً       | |
| بولندا                      | التأشيرة مطلوبة                      |               | |
| البرتغال                    | التأشيرة مطلوبة                      |               | |
| قطر                         | التأشيرة غير مطلوبة                  | 90 يوماً       | |
| رومانيا                     | التأشيرة مطلوبة                      |               | - التأشيرة غير مطلوبة if holding a valid visa for Bulgaria, Croatia, Cyprus or a Schengen Member State. |
| روسيا                       | التأشيرة مطلوبة                      |               | - e-Visa is currently suspended. - e-Visa (16 يوماً) holders must arrive and departure via 29 checkpoints |
| رواندا                      | تأشيرة إلكترونية / تأشيرة عند الوصول | 30 يوماً       | |
| سانت كيتس ونيفيس            | التأشيرة غير مطلوبة                  | 3 شهور        | |
| سانت لوسيا                  | التأشيرة غير مطلوبة                  | 6 weeks       | |
| سانت فينسنت والغرينادين     | التأشيرة غير مطلوبة                  | شهر واحد      | |
| ساموا                       | Free تصريح الدخول عند الوصول         | 60 يوماً       | |
| سان مارينو                  | التأشيرة مطلوبة                      |               | |
| ساو تومي وبرينسيب           | التأشيرة غير مطلوبة                  | 15 يوماً       | |
| السعودية                    | التأشيرة مطلوبة                      |               | |
| السنغال                     | تأشيرة عند الوصول                    | 90 يوماً       | |
| صربيا                       | التأشيرة غير مطلوبة                  | 90 يوماً       | - 90 يوماً within any 180-day period - ID card valid |
| سيشل                        | Free تصريح زائر عند الوصول           | 3 شهور        | |
| سيراليون                    | تأشيرة عند الوصول                    |               | |
| سنغافورة                    | التأشيرة غير مطلوبة                  | 30 يوماً       | |
| سلوفاكيا                    | التأشيرة مطلوبة                      |               | |
| سلوفينيا                    | التأشيرة مطلوبة                      |               | |
| جزر سليمان                  | التأشيرة مطلوبة                      |               | |
| الصومال                     | تأشيرة عند الوصول                    | 30 يوماً       | قالب:Transcluded sections for the visa articles |
| جنوب إفريقيا                | التأشيرة غير مطلوبة                  | 30 يوماً       | |
| جنوب السودان                | تأشيرة إلكترونية                     |               | - Obtainable online - Printed visa authorization must be presented at the time of travel |
| إسبانيا                     | التأشيرة مطلوبة                      |               | |
| سريلانكا                    | ETA / تأشيرة عند الوصول ‏             | 30 يوماً       | - تصريح السفر الإلكتروني can also be obtained on arrival. - 30 يوماً extendable to 6 شهور. |
| السودان                     | تأشيرة عند الوصول                    | شهر واحد      | - Only if arriving directly from Turkey. |
| سورينام                     | التأشيرة غير مطلوبة                  | 90 يوماً       | - An entrance fee of 25 USD or 25 Euros must be paid online prior to arrival. - Multiple entry تأشيرة إلكترونية is also available. |
| السويد                      | التأشيرة مطلوبة                      |               | |
| سويسرا                      | التأشيرة مطلوبة                      |               | |
| سوريا                       | التأشيرة مطلوبة                      |               | |
| طاجيكستان                   | التأشيرة غير مطلوبة                  | 30 يوماً       | - Visa also available online. - E-visa holders can enter through all border points. |
| تنزانيا                     | تأشيرة إلكترونية / تأشيرة عند الوصول | 3 شهور        | |
| تايلاند                     | التأشيرة غير مطلوبة                  | 30 يوماً       | - Maximum two visits annually if not arriving by air. |
| تيمور الشرقية               | تأشيرة عند الوصول                    | 30 يوماً       | |
| توغو                        | تأشيرة عند الوصول                    | 7 يوماً        | |
| تونغا                       | تأشيرة عند الوصول                    | 31 يوماً       | |
| ترينيداد وتوباغو            | التأشيرة غير مطلوبة                  | 90 يوماً       | |
| تونس                        | التأشيرة غير مطلوبة                  | 3 شهور        | |
| تركمانستان                  | التأشيرة مطلوبة                      |               | |
| توفالو                      | تأشيرة عند الوصول                    | شهر واحد      | |
| أوغندا                      | تأشيرة إلكترونية                     | 3 شهور        | - Determined at the port of entry. - May apply online. |
| أوكرانيا                    | التأشيرة غير مطلوبة                  | 90 يوماً       | - 90 يوماً within any 180-day period - ID card valid |
| الإمارات العربية المتحدة    | التأشيرة مطلوبة                      |               | - May apply using 'Smart service'. |
| المملكة المتحدة             | التأشيرة مطلوبة                      |               | - Turkish citizens who hold a valid entry visa for أستراليا، كندا، نيوزيلندا or the الولايات المتحدة, and a valid airline ticket for travel via the United Kingdom, as part of a journey to or from one of those countries and/or are permanent residents of the المنطقة الاقتصادية الأوروبية، أستراليا، كندا، نيوزيلندا، سويسرا and the الولايات المتحدة do not need a Direct Airside Transit visa. |
| الولايات المتحدة            | التأشيرة مطلوبة                      |               | |
| أوروغواي                    | التأشيرة غير مطلوبة                  | 90 يوماً       | |
| أوزبكستان                   | التأشيرة غير مطلوبة                  | 30 يوماً       | |
| فانواتو                     | التأشيرة غير مطلوبة                  | 30 يوماً       | |
| الفاتيكان                   | التأشيرة مطلوبة                      |               | |
| فنزويلا                     | التأشيرة غير مطلوبة                  | 90 يوماً       | |
| فيتنام                      | التأشيرة مطلوبة                      |               | - Prearranged visa obtained online through travel agencies available at هانوي، مدينة هو تشي منه، فو كوك or دا نانغ airports. - فو كوك without a visa for up to 30 يوماً. |
| اليمن                       | التأشيرة مطلوبة                      |               | |
| زامبيا                      | تأشيرة إلكترونية / تأشيرة عند الوصول | 90 يوماً       | |
| زيمبابوي                    | تأشيرة إلكترونية / تأشيرة عند الوصول | 3 شهور        | |

## جوازات السفر غير العادية
بالإضافة إلى الدول التي توفر وصولاً بدون تأشيرة لجميع حاملي جوازات السفر التركية ، يتمتع حاملو جوازات السفر التركية الدبلوماسية أو الخدمية بإمكانية الوصول بدون تأشيرة إلى البلدان الإضافية التالية:
| نوع جواز السفر                            | الدخول بدون تأشيرة |
| ----------------------------------------- | --- |
| جوازات السفر الدبلوماسية فقط              | أفغانستان ، بنغلاديش ، بوروندي ، تشاد ، غانا ، غينيا ، الهند ، ليبيريا ، مالي ، المكسيك ، النيجر ، نيجيريا ، أوغندا ، المملكة المتحدة ، زيمبابوي |
| جوازات السفر الدبلوماسية والخاصة والخدمية | الجزائر، النمسا، أذربيجان، بلجيكا، بلغاريا، الكاميرون، الرأس الأخضر، الصين ، ساحل العاج، كوبا، كرواتيا ، جمهورية التشيك، الدنمارك، مصر ، إستونيا ، إثيوبيا ، فنلندا ، فرنسا ، ألمانيا ، اليونان، غيانا، المجر، أيسلندا، العراق، إسرائيل ، إيطاليا ، الكويت ، لاتفيا ، ليختنشتاين، ليتوانيا، لوكسمبورغ ، ملاوي ، مالطا ، موريتانيا ، موناكو ، موزمبيق ، ناميبيا ، هولندا (بما في ذلك منطقة البحر الكاريبي) ، النرويج ، عمان ، باكستان ، بولندا ، البرتغال ، رومانيا ، روسيا ، رواندا ، سان مارينو ، سلوفاكيا ، سلوفينيا ، إسبانيا ، السودان ، السويد ، سويسرا ، طاجيكستان ، تنزانيا ، تركمانستان ، الإمارات العربية المتحدة ، مدينة الفاتيكان ، فيتنام ، اليمن |

تسمح دول: البحرين وبوركينا فاسو وكمبوديا وجنوب السودان لحاملي جوازات السفر الدبلوماسية والرسمية والخدمية والخاصة الصادرة لمواطني أي دولة بالحصول على تأشيرة عند الوصول. كما تسمح اليمن لحاملي جوازات السفر الدبلوماسية والخدمية لتركيا بالحصول على تأشيرة عند الوصول.
تعفي بعض الدول المواطنين الأتراك من متطلبات التأشيرة فترة إقامة أطول أو شروطاً أكثر فائدة لحاملي جوازات السفر الدبلوماسية أو الخدمة من حاملي جوازات السفر العادية.

## الحماية القنصلية للمواطنين الأتراك بالخارج

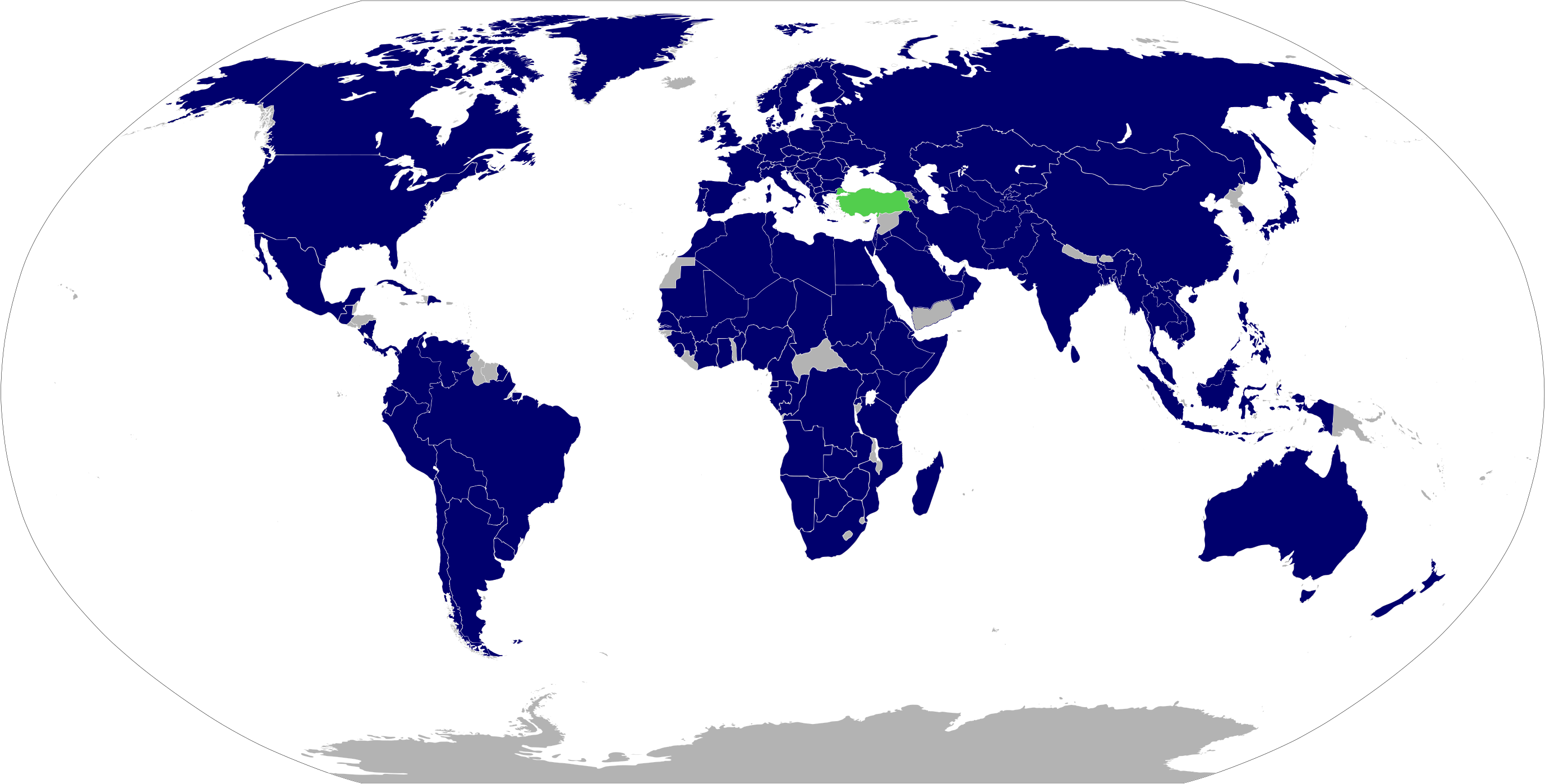
خريطة الدول التي بها تمثيلات دبلوماسية تركية

هناك 142 سفارة مقيمة، و89 قنصلية، وإجمالي 235 دولة تعترف بتركيا.
انظر أيضاً: قائمة البعثات الدبلوماسية لتركيا .

## قيود عدم التأشيرة

### صفحات جواز سفر فارغة
تتطلب العديد من الدول توفر حد أدنى من الصفحات الفارغة في جواز السفر المقدم، وعادةً ما تكون صفحة واحدة أو صفحتين. صفحات المصادقة ، التي تظهر غالبًا بعد صفحات التأشيرة، لا يتم احتسابها على أنها صالحة أو متاحة.

### تلقيح

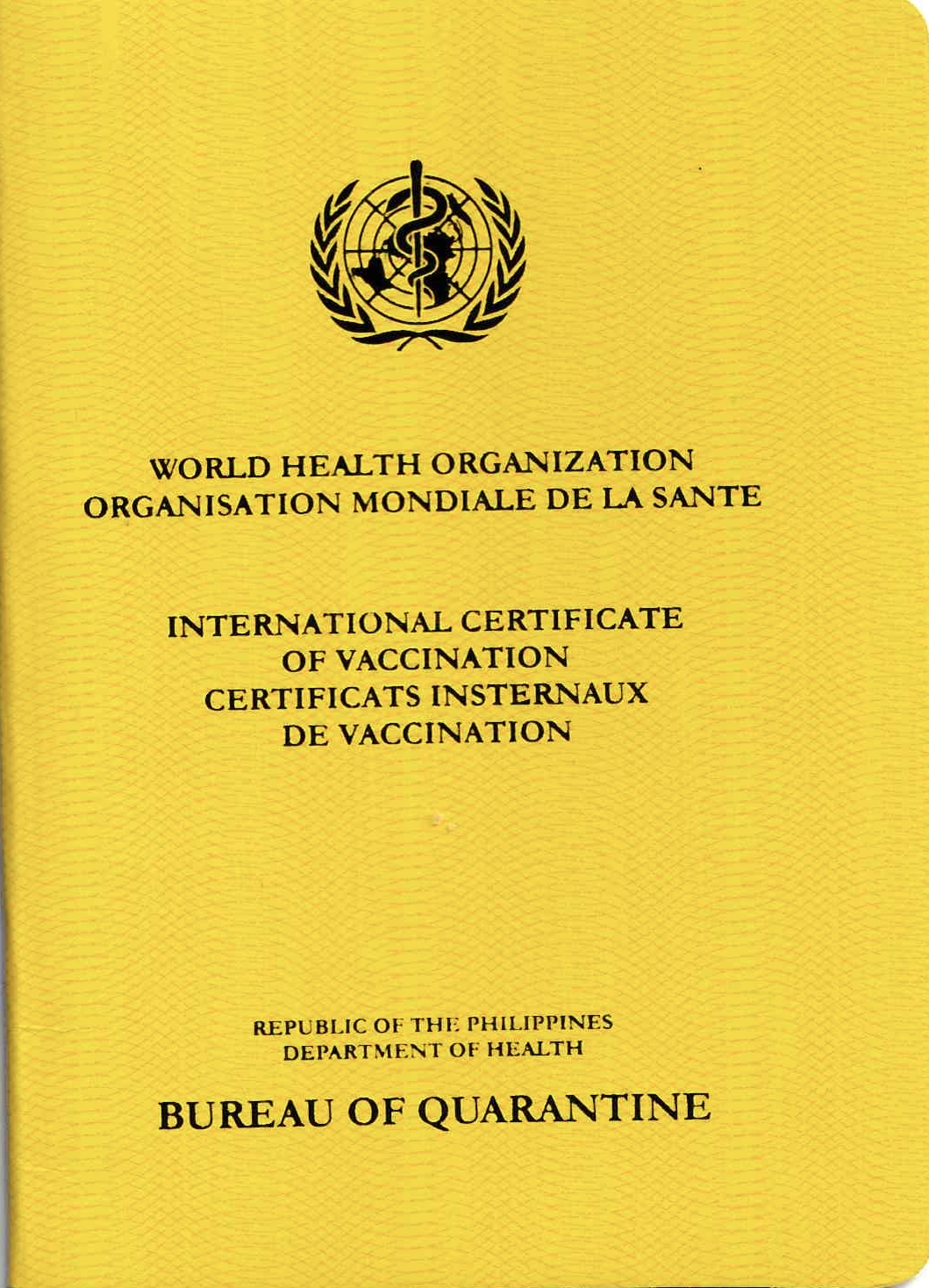
غلاف الشهادة الدولية الجديدة للتطعيم الصادرة عن مكتب الحجر الصحي في الفلبين منذ عام 2021.